# 파비아나 우데니오
파비아나 우데니오(Fabiana Udenio, 1964년 12월 21일 ~ )는 이탈리아의 배우이다.
부에노스아이레스에서 태어났다.

## 출연 작품

### 영화
- 러브 캠퍼스 (1978, Boarding School)
- 하드바디 2 (1986, Hardbodies)
- Summer School (1987)
- 좀비오 2 (1989)
- 로보캅 2 (1990)
- 치외법권 (1991, Diplomatic Immunity)
- Journey to the Center of the Earth (1993)
- 쫄병 람보 (1994, In the Army Now)
- 오스틴 파워: 제로 (1997) - 알로타 파기나 역
- 웨딩 플래너 (2001)

### 텔레비전
- 원 라이프 투 리브 (1985-86)
- 90210 (2008-11)